# Birthana cleis
Birthana cleis is een vlinder uit de familie van de Immidae. De wetenschappelijke naam van de soort is voor het eerst geldig gepubliceerd in 1875 door Felder.